# Guomao (métro de Shenzhen)
Guomao (en chinois : 罗湖站, en pinyin: Guómào Zhàn) est une station du métro de Shenzhen, dans la province de Guangdong, en République populaire de Chine (RPC). Elle est sur la ligne 1 appelée aussi Ligne de Luo Bao.

## Historique de la station

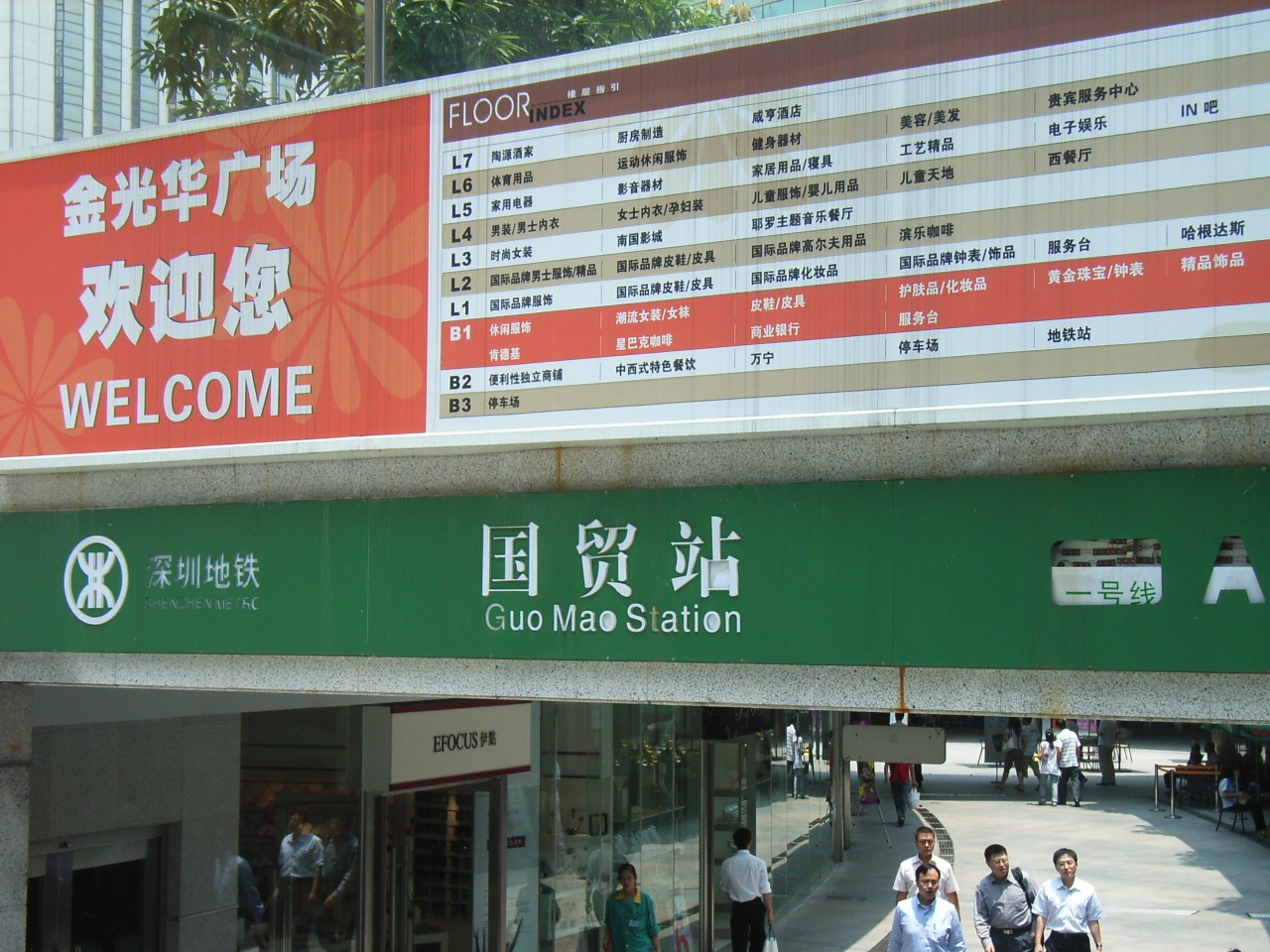
Station Guomao vue de dehors

- 28 décembre 2004: ouverture de la station

## Sorties de la station
| Numéro de la sortie | Lieu de la sortie |
| ------------------- | --- |
| Sortie A            | Renmin South Road East Side, Jiabin Road South Side, Luohu Hospital, Nanhu Primary School                                                     |
| Sortie B            | Shennan East Road, Renmin South Road East Side, Crowne Plaza Landmark Hotel                                                                   |
| Sortie C            | Renmin South Road East Side, Shenzhen International Trade Centre Building（Guomao, Guomao Rainbow Department Store, Dongmen Pedestrian Street |
| Sortie D            | Renmin South Road West Side |
| Sortie E            | Renmin South Road West Side, Jiabin Road South Side, Luohu Primary School                                                                     |

## Station précédente
- Luohu

## Station suivante
- Laojie